# Podolí (Olbramovice)
Podolí je osada složená ze dvou samot, část obce Olbramovice v okrese Benešov. Nachází se 2 km na západ od Olbramovic. V roce 2009 zde byly evidovány dvě adresy. Podolí leží v katastrálním území Křešice u Olbramovic o výměře 8,18 km².

## Historie
První písemná zmínka o vesnici pochází z roku 1398.
Za druhé světové války se ves stala součástí vojenského cvičiště Zbraní SS Benešov a její obyvatelé se museli 1. dubna 1944 vystěhovat.

## Další fotografie

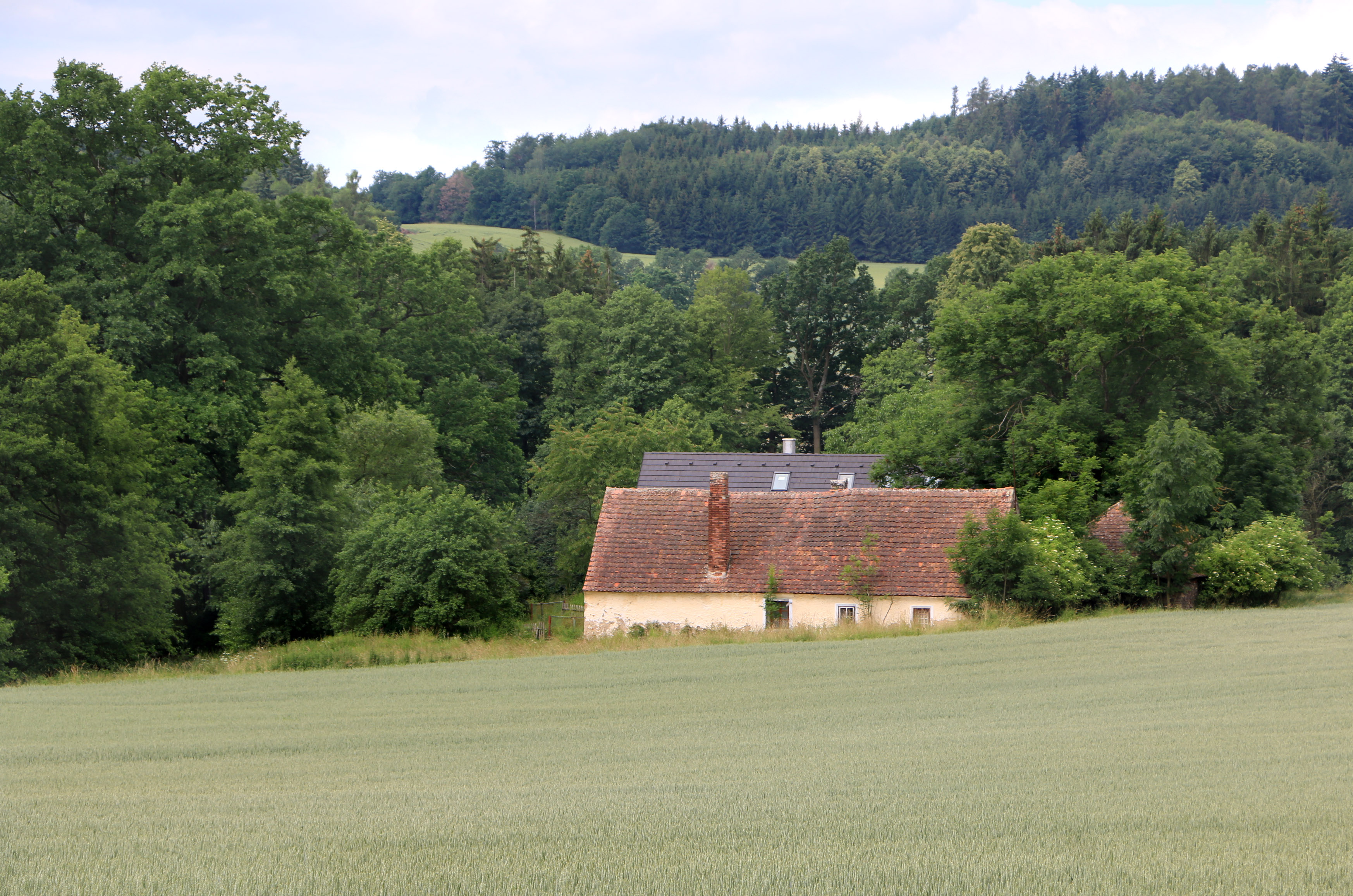
Dům čp. 1
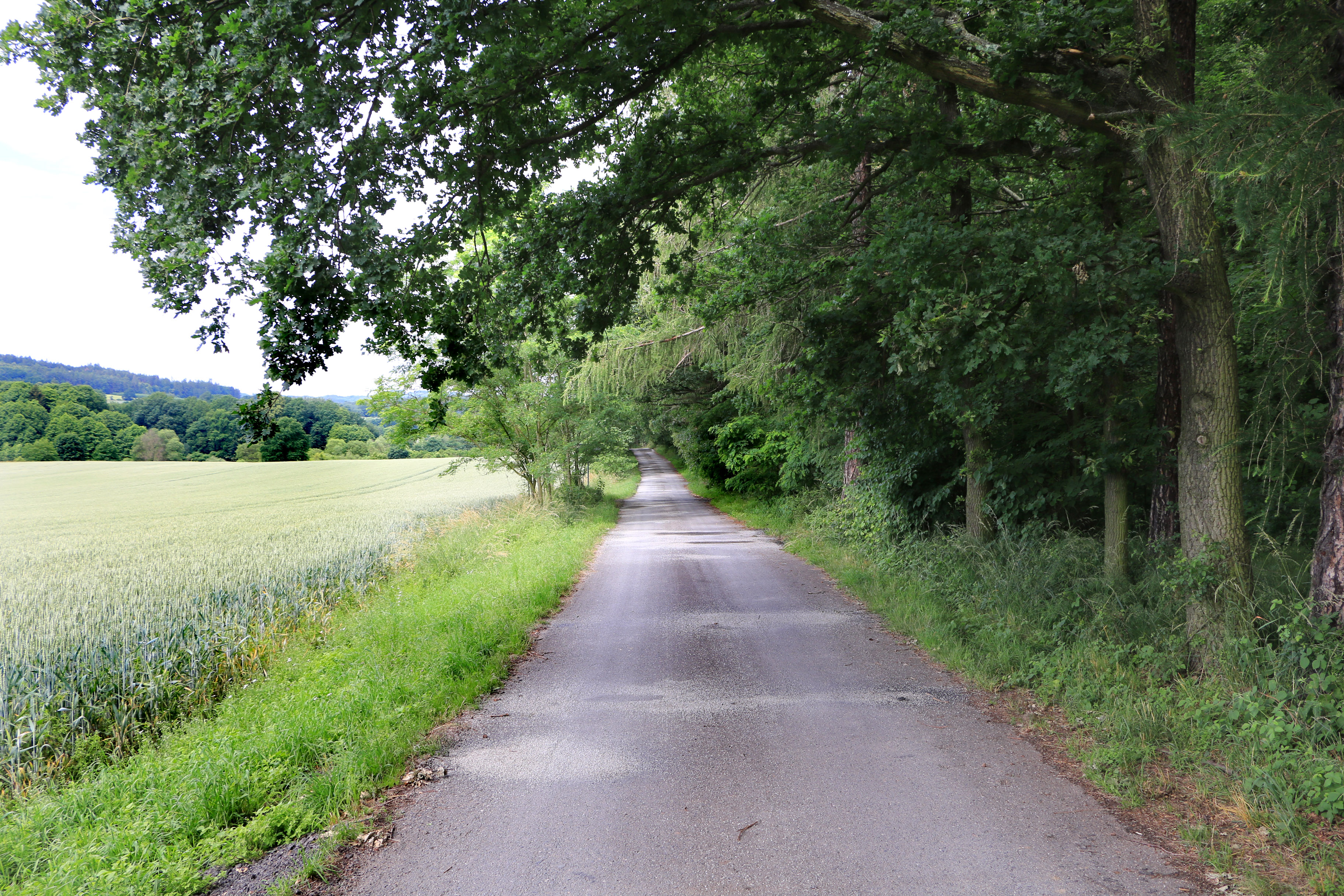
Silnice k  Slavkovu
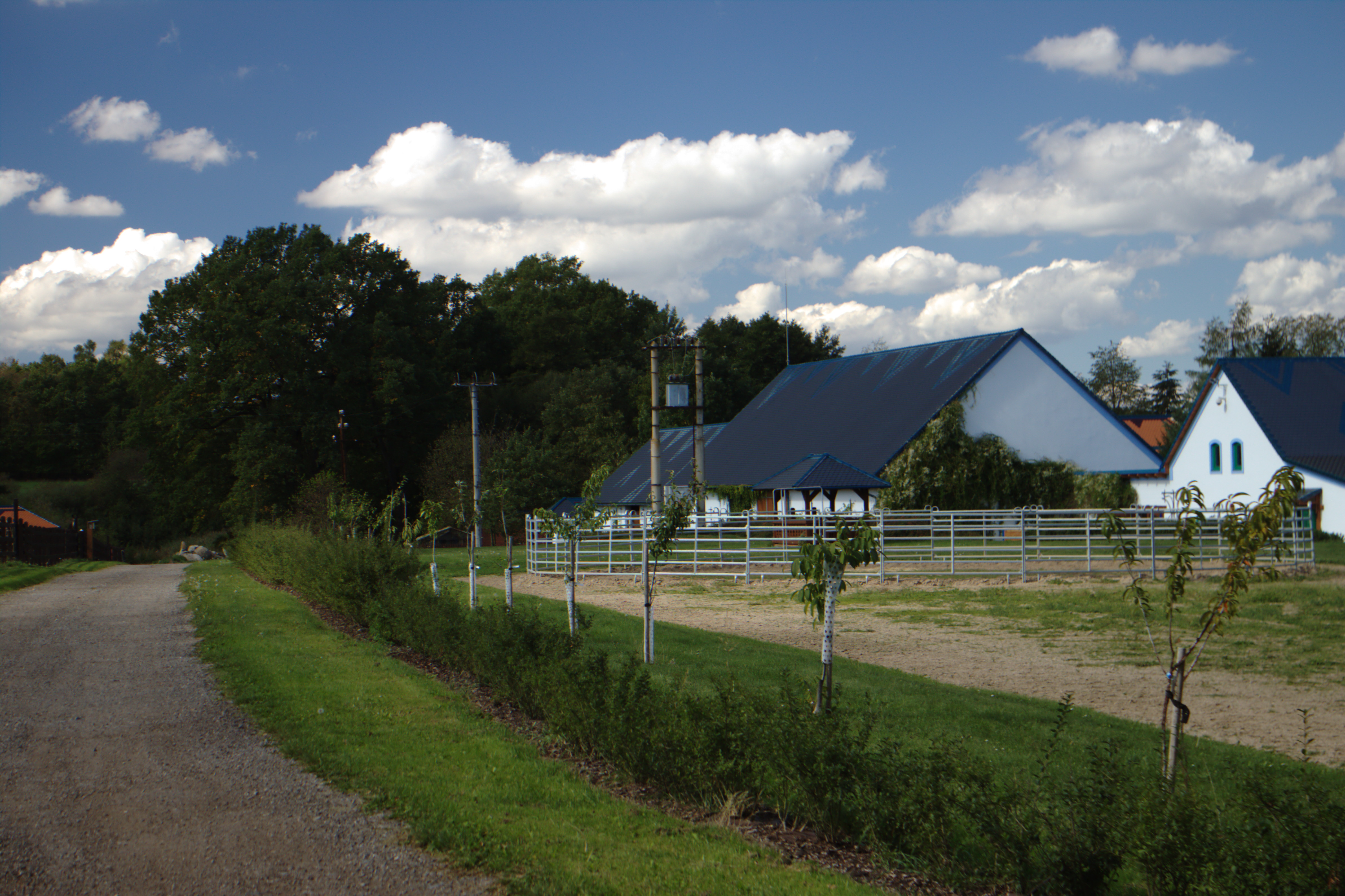
Areál zemědělského dvora